# Anomala cribrata
Anomala cribrata är en skalbaggsart som beskrevs av Blanchard 1851. Anomala cribrata ingår i släktet Anomala och familjen Rutelidae. Inga underarter finns listade i Catalogue of Life.